# Équipe de Jamaïque de rugby à XIII
L'équipe de Jamaïque de rugby à XIII est l'équipe qui représente la Jamaïque dans les principales compétitions internationales de rugby à XIII depuis 2004.
Elle est l'héritière de l'équipe des Antilles ( West Indies en anglais), équipe transnationale regroupant les nations des Antilles anglophones,  qui avait pour ambition de disputer de manière officielle les compétitions internationales.
Elle participe pour la première fois de son histoire à la Coupe du monde en 2021.

## Histoire
La fédération jamaïcaine de rugby à XIII (Jamaica Rugby League Association) est née en juillet 2004. L'équipe nationale joue son premier match international en 2009 contre les États-Unis pour le compte de l'Atlantic Cup. Auparavant la sélection jamaïcaine avait affronté des sélections anglaises comme l'équipe de la RAF ou de la police du Yorkshire de l'Ouest. La fédération organise un championnat régulier.
En 2017, les Reggae Warriors rencontrent l'équipe de France en match amical le 13 octobre. Ils sont battus 34 à 12. Un match qui a la particularité d'être retransmis alors  sur le service public télévisuel  français ( France Ô), ce qui en soit est un évènement exceptionnel.  
L'équipe n'est jamais parvenu à se qualifier pour une Coupe du monde avant 2018, année où elle se qualifie directement en battant les États-Unis dans des éliminatoires pour la Coupe du monde de 2021.

### 2018: première qualification pour la coupe du monde
La Jamaïque joue sa qualification au mois de novembre, dans un programme double, comprenant également les États-Unis, le Canada et le Chili. Pour se qualifier directement, elle doit battre d'abord le Canada, ce qui déjà lui donne accès aux deux seules places qualificatives possibles. Et battre ensuite le vainqueur du match États-Unis-Chili  pour être directement qualifiée. Sinon, seule la deuxième place lui permettrait de disputer les barrages intercontinentaux. Le défi, difficile, semble relevable, au moins pour gagner la deuxième place et rester en course pour les qualifications.
La première journée de cette compétition, qui se déroule en Floride, confirme le statut de favoris des Jamaïcains et des Américains. La Jamaïque se défait ainsi du Canada sur le score de 38 à 8. Elle se retrouve ensuite en finale face aux hôtes américains et au terme d'un match serré (16-10), les caribéens décrochent leur première qualification de l'histoire à la coupe du monde.
La qualification en poche, la Jamaïque se trouve dans la même situation que toutes les autres équipes moyennes sur la scène internationale : le faible nombre de test matches en rugby à XIII est un problème, et au mois de mars 2019, l'équipe de Jamaïque n'a toujours pas de matchs prévus pour l'année en cours.
En 2021, elle sera éliminée au premier tour de la compétition, même s'il faut reconnaitre qu'elle est dans une poule particulièrement relevée. En effet, elle rencontre la Nouvelle-Zélande, le Liban , l'adversaire la plus à sa portée étant l'Irlande. Elle perd ses trois matchs avec une marge de score élevée. 

### 2025: un enjeu de taille pour se qualifier pour la coupe du monde
A l'automne 2025, la Jamaïque affronte un défi de taille. Pour espérer se qualifier pour la coupe du monde , elle doit battre la France chez elle à Albi

## Les matchs du XIII de la Jamaïque

### Palmarès
| Coupe du monde                              | Championnat des Amériques                                                 |
| ------------------------------------------- | ------------------------------------------------------------------------- |
| - Coupe du monde (0) - Qualifiée pour 2021. | - Championnat des Amériques (1) - Vainqueur en 2018. - Finaliste en 2017. |

#### Parcours en Coupe du monde
| Année | Position    |         | Année       | Position |               | Année | Position |
| 1954  | Non invitée | 1975    | Non invitée | 2008     | Non invitée   |       |          |
| 1957  | Non invitée | 1977    | Non invitée | 2013     | Non qualifiée |       |          |
| 1960  | Non invitée | 1985-88 | Non invitée | 2017     | Non qualifiée |       |          |
| 1968  | Non invitée | 1989-92 | Non invitée | 2021     | 1er tour      |       |          |
| 1970  | Non invitée | 1995    | Non invitée |          |               |       |          |
| 1972  | Non invitée | 2000    | Non invitée |          |               |       |          |

#### Parcours en Championnat des Amériques
| Année | Position  |      | Année     | Position |           | Année | Position |
| 2016  | Troisième | 2017 | Finaliste | 2018     | Vainqueur |       |          |

## Personnalités liées à l'équipe
Jason Robinson et Alex Simmons rejoignent la direction de l'équipe fin des années 2010, le joueur Ben-Jones Bishop interpellant le monde du rugby à XIII dans la presse, sur la nécessité que les Reggas warriors puissent compter sur un calendrier de rencontres régulières. 

## Vidéographie
Rencontre amicale entre la France et la Jamaïque en 2017 